# UFC Fight Night: Bader vs. St. Preux
UFC Fight Night: Bader vs. St. Preux (también conocido como UFC Fight Night 47) fue un evento de artes marciales mixtas celebrado por Ultimate Fighting Championship el 16 de agosto de 2014 en el Cross Insurance Center en Bangor, Maine.

## Historia
El evento estuvo encabezado por una pelea entre los pesos semipesados Ryan Bader y Ovince St. Preux.
Este fue el primer evento que la UFC ha celebrado en Maine.
Como resultado de la cancelación de UFC 176, las peleas entre Bobby Green vs. Abel Trujillo, Jussier Formiga vs. Zach Makovsky y Gray Maynard vs. Fabrício Camões se reprogramaron para este evento. Posteriormente, Bobby Green fue retirado de su pelea el 11 de julio a favor de un combate como reemplazo por lesión de Michael Johnson contra Josh Thomson en UFC on Fox 12 el 26 de julio.
El 4 de agosto, Trujillo se retiró de la pelea con Pearson y fue reemplazado por Gray Maynard. A su vez, el oponente original de Fabrício Camões fue retirado de la tarjeta y será reservada para un futuro evento con un nuevo oponente.

## Premios extra
Cada peleador recibió un bono de $50,000.
- Pelea de la Noche: Seth Baczynski vs. Alan Jouban
- Actuación de la Noche: Tim Boetsch y Thiago Tavares